# Баркіярук
Баркіярук (*1079/1080 — 22 грудня 1104) — 5-й султан Сельджуцької імперії (або держави Великих Сельджуків) у 1094—1105 роках. Повне ім'я — Абу Музаффар Рукн ад-Даула ва'д-Дін Баркіярук ібн Малік-шах.

## Життєпис

### Боротьба з Махмудом I
Походив з династії Сельджукидів. Син султана Малік-шах I та Зубейди-хатун. Народився близько 1080 року, отримавши ім'я Баркіярук (Тверде або непохитне світло). Після смерті старших братів Дауда і Ахмада у 1082 та 1088 роках відповідно набув значних прав на трон. У 1092 році перед смертю батько призначив Баркіярука своїм спадкоємцем.
Втім того ж року після смерті Малік-шаха його інша дружина Таркан-хатун оголосила свого сина Махмуда новим володарем Сельджуцької держави. В цей час Баркіярук перебував у Ісфагані. Коли новий султан Махмуд I разом з матір'ю, великим візиром і військом з Багдада попрямував до Ісфагана, Баркіярук, побоюючись за своє життя, втік до міста Рей, де намісником був родич колишнього великого візира Нізам ал-Мулька — Абу Муслім. В Реї у Баркіярука було багато прихильників, які вважали його законним спадкоємцем Малік-шаха. На його бік перейшла частина армії — близько 20 тисяч вояків.
Зібравши значні війська Баркіярук рушив проти Махмуда I, якому було завдано поразки у битві при Баруджердом (неподалік від Гамадану). 1094 року Баркіярук домігся нового військового успіху, змусивши Махмуда I та його матір як фактичну правительку) погодитися на спільне правління Сельджуцькою імперією. Того ж року Махмуд I помер від віспи, й Баркіярук став єдиним султаном.
Разом з тим боротьба за трон значно послабило центральне урядування імперією. Інші родичі оголосили свою самостійність. В Сирії став султаном стрийко Тутуш I, в Хорасані — Арслан-Аргун. Разом з тим новий султан не відчував повної підтримки серед військових та знаті. Необхідно також було налагодити відносини з багдадськими халіфами. Султану сприяли обставини: новим халіфом став аль-Мустазхір, гарно налаштований до Баркіярука, якого він офіційно затвердив у всіх титулах та посадах. Своїм візиром Баркіярук призначив сина Нізам аль-Мулька — Мюєїда аль-Мулька.

### Боротьба з Тутушем I
В цей час Тутуш I рушив проти Баркіярука, намагаючись оволодіти усією Сельджуцькою імперією. Він завдав поразки військам Баркіярука під Гамаданом і оволодів містом. 1 лютого 1095 року Тутуш I увійшов до Рея. 2 лютого того ж року близько 100 км від Рея відбулася битва між Баркіяруком й Тутушем. Готуючись до цього бою, Баркіярук та його візир Мюєїд уль-Мульк змогли значно збільшити чисельність своїх військ. Битва завершилося поразкою Тутуша, його полоном і стратою на полі бою. Після смерті Тутуша I держава Сирійський султанат Сельджуків розпався. 
Після цього Баркіярук, за порадою своєї матері Зубейди-хатун, змістив Мюєїда аль-Мулька з посади візира, а на його місце призначив іншого сина Нізам аль-Мулька — Фахра уль-Мулька. Мюєїд уль-Мульк деякий час перебував у в'язниці. Вийшовши на свободу, він став головним організатором змови проти султана Баркіярука. У разі здійснення змови трон мав посісти молодший брат Баркіярука принц Мухаммед Тапар. У 1097 році емір Дадбек Хабаші ібн Алтунташ влаштував змову проти Арслан-Аргуна, якого вбив й сам захопив Хорасан, а потім й Хорезм.

### Боротьба з Мухаммедом Тапаром
Тапар в цей час був меліком (правителем) Гянджі і Аррана. Підбурюваний Мюєїдом уль-Мульком, Тапар наказав припинити згадувати ім'я Баркіярука в п'ятничній молитві в своїх володіннях, що було рівнозначне оголошенню незалежності. Потім Тапар оголосив себе новим султаном Великих Сельджуків. Своїм візиром він призначив Мюєїда уль-мулька. Зібравши війська, Мухаммед Тапар рушив на Рей. Ухиляючись від бою, Баркіярук був змушений відійти до Ісфагану.
Баркіярук був невпевнений у вірності свого війська, оскільки перед цим було вбито одного з найвідоміших військовиків держави — еміра Порсука. Вбивство було організовано Мюєїдом уль-мульком, але, на думку військових, винним у вбивстві був близький до Баркіярука Меджд уль-Мульк, що обіймав посаду сахіба-і діван-і Істіфа (очільника фінансового департаменту). Військові звинувачували Меджда уль-мулька в зв'язках з Батинідами і вимагали його видачі. Баркіярук відмовлявся задовольнити цю вимогу. У свою чергу військо відмовлялася коритися і загрожувала взяти Меджда уль-мулька силою. Баркіяруку не вдалося врятувати свого наближеного, того було пошматований вояками на очах султану. Після цього частина війська пішла до на бік Мухаммеда Тапара.
У вересні 1099 року Тапар зайняв Рей. За наказом візира Мюєїд уль-мулька було страчено матір Баркіярука, яка залишилася у місті. У жовтні 1099 року було спрямовано вимогу халіфу — надалі згадувати в п'ятничній молитві ім'я Мухаммеда Тапара. У листопаді вимогу було виконано.
Султан Баркіярук спочатку відступив до Ісфагана, а потім — до Хузестану. Дізнавшись про рішення халіфа, у грудні 1099 року особисто прибув до Багдада і зажадав пояснень. Халіф аль-Мустахзір під тиском Баркіярука знову почав читати п'ятничну молитву з ім'ям султана Баркіярука. У квітні 1100 року Баркіярук залишив Багдад і на чолі війська виступив до Гамадану. У травні того року в околицях Гамадана відбулася битва, в якій Баркіярук зазнав нищівної поразки й відступив до Хузестану, де зібрав нові війська.
У квітні 1101 року Баркіярук знову підійшов до Гамадана, де відбулася друга битва з Мухаммедом Тапаром. Битва тривала протягом всього дня і носила запеклий і кровопролитний характер. Війська Тапара були розгромлені, а його візира Мюєїда уль-Мулька узято в полон. Його особисто стратив Баркіярук. Тапар втік до Горгана, де дістав підтримку брата Ахмада Санджара, маліка Хорасана і Мавераннахра. Спочатку було втрачено важливе місто Дамган, після чого вороги підійшли до Рея, де перебував Баркіярук.
Баркіярук після перемоги над Тапаром був змушений розпустити значну частину постійного найманого війська, оскільки в нього не було коштів для його утримання. Знаючи, що до Рею йдуть війська його супротивників, Баркіярук попрямував до Багдада і зажадав у халіфа фінансової допомоги. Халіф був змушений виділити Баркіяруку 50 тисяч динарів, але цього було недостатньо.
Намагаючись отримати необхідні кошти, Баркіярук спрямував візира Абу Мехасіна до свого васала — арабського еміра Садака бін Мез'єда з вимогою повернути 1 млн динарів, які той заборгував державній скарбниці. Емір Садака відмовився повертати борг і наказав більше не згадувати ім'я Баркіярука в п'ятничній молитві.
Скориставшись тим, що Ахмед Санжар повернувся до Хорасану, а Тапар з незначними силами виступив з Багдада, Баркіярук почав переслідувати Тапар. Біля міста Нігавенд Баркіярук наздогнав його. Розуміючи, що успішний результат бою малоймовірний, Мухаммед Тапар направив до Баркіяруку своїх послів з пропозицією про перемир'я. Посли були прийняті і 27 грудня 1101 року було підписано мирний договір, за яким султаном Великих Сельджуків визнавався Баркіярук, Мухаммед Тапар отримував Гянджу, Азербайджан, Діярбакир, Ель-Джезире (північна частина Месопотамії) і Мосул, Ахмед Санжар залишався володарем Хорасану і Мавераннахра, Санжар і Тапар визнали зверхність Баркіярука, Тапар повинен був сплатити останньому компенсацію у 1,3 млн динарів.
Незабаром договір було порушено і бойові дії поновилися. У лютому 1103 року відбулася нова битва між Баркіяруком і Мухаммедом біля Хлоя, де Баркіярук здобув перемогу. Втім обидва були виснажені боротьбою. Тому почалися нові перемовини. У січні 1104 року було укладено новий мирний договір, за яким влада султана Баркіярука поширювалася на Джібаль, Фарс, Ісфаган, Рей, Хамадан, Хузестан і Багдад. Азербайджан, Діярбакир, Ель-Джезире, Мосул, Сирія та деякі інші арабські території передавалися Мухаммеду Тапар, який за матеріальним становищем вважався рівним Баркіяруку, у володіннях Тапар влада Баркіярука не визнавалася, його ім'я в п'ятничній молитві не згадувалося, після смерті Баркіярука султаном повинен стати Тапар, Баркіярук і Тапар зобов'язалися не перешкоджати військовикам у виборі правителя, якому вони бажали служити, Ахмед Санжар як мелік Мавераннахра і Хорасана стає васалом Мухаммеда Тапара.

### Смерть
Султан Баркіярук помер 22 грудня 1104 року від сухот. Перед смертю Баркіярук назвав спадкоємцем трону свого п'ятирічного сина Малік-шаха. Опікуном спадкоємця, а також регентом було призначено одного з найвідданіших Баркіяруку емірів — Аяза.